# Профессор Мамлок (фильм, 1938)
«Профессор Мамлок» — советский полнометражный чёрно-белый художественный фильм, поставленный на Киностудии «Ленфильм» в 1938 году режиссёрами Адольфом Минкиным и Гербертом Раппапортом по одноимённой пьесе Фридриха Вольфа.
Премьера фильма в СССР состоялась 5 сентября 1938 года.

## Сюжет
1933 год. Главный герой — профессор-еврей Мамлок, успешный хирург, главный врач клиники. Будучи погружённым в медицину, он принципиально не интересуется политикой, стараясь не замечать происходящие в Германии события. Когда профессор узнаёт, что его сын примкнул к движению сопротивления против Гитлера, он выгоняет его из дома.
Однако маховик гонений на евреев только раскручивается, и вскоре потрясённый Мамлок узнаёт, что его дочь вынуждена уйти из школы, потому что она еврейка. Через некоторое время профессор Мамлок сам становится жертвой гонений.

## Действующие лица
- Семён Межинский — профессор Мамлок
- С. Никитина — госпожа Мамлок
- Олег Жаков — Рольф Мамлок, их сын
- Владимир Честноков — доктор Гельпах, фашист
- Борис Светлов — доктор Карльсен
- Нина Шатерникова — доктор Инге
- Исай Зонне — доктор Вагнер
- М. Тагионосова — сестра Гедвига
- Валентин Киселёв — редактор Вернер Зейдель
- Юрий Толубеев — Фриц
- Георгий Бударов — Вилли
- Пётр Кириллов — Эрнст
- Анна Заржицкая — Хильда
- С. Рябинкин — Петер
- Наталья Фаусек — матушка Вендт
- Татьяна Гурецкая — её дочь Анни Вендт
- Василий Меркурьев — Краузе
- Владимир Таскин — фон Ретвиц
- Яков Малютин — полковник
- Борис Шлихтинг — следователь Кепке
- Григорий Мерлинский — фашист

## Съёмочная группа
- Сценарий — Фридриха Вольфа, Адольфа Минкина, Герберта Раппапорта. 
 По одноимённой пьесе Фридриха Вольфа
- Текст — Д. Дэль
- Постановка — Адольфа Минкина, Герберта Раппапорта
- Композиторы — Юрий Кочуров, Н. Тимофеев